# Сан Ђакомо дел Боско (Бијела)
Сан Ђакомо дел Боско је насеље у Италији у округу Бијела, региону Пијемонт.
Према процени из 2011. у насељу је живело 190 становника. Насеље се налази на надморској висини од 249 м.